# روحی سینگ
روحی سینگ (به انگلیسی: Ruhi Singh) (زاده  ۱۲ اکتبر ۱۹۹۵) بازیگر، مدل هندی است.
از کارهای معروف او می‌توان به بازی در فیلم فراق، فریبکاران و دختران تقویم اشاره کرد.